# Ponte di Tianxingzhou
Il Ponte di Tianxingzhou (in cinese 武汉天兴洲长江大桥 S, conosciuto anche come Tianxingzhou Yangtze River Bridge in inglese) è un ponte strallato che attraversa il Fiume Azzurro nella città di Wuhan, nella provincia di Hubei, nella Cina orientale. È un ponte ad uso combinato su due livelli che ospita nel livello superiore 6 corsie stradali e nel livello inferiore 4 binari ferroviari. Al momento della sua costruzione la campata centrale di 504 metri lo ha reso il ponte strallato ad uso combinato stradale e ferroviario con maggiore luce al mondo, battendo il primato di 490 metri del ponte di Øresund tra Svezia e Danimarca, costruito nel 2000.

## Storia
Il ponte di Tianxingzhou attraversa il Fiume Azzurro nella porte nord orientale della città di Wuhan. Si trova a monte rispetto al ponte Yangluo, inaugurato nel 2007, e a valle rispetto al ponte Erqi, aperto al traffico nel 2011. Attraversa il fiume in corrispondenza dell'isola Tianxing (chiamata 天兴洲, Tianxingzhou, in cinese), a cui deve il suo nome.
I lavori di costruzione sono iniziati nel settembre 2004 sotto la committenza del Wuhan Railway Administration Bureau for the Chinese Ministry of Railways. Il ponte infatti è stato costruito per permettere l'attraversamento del fiume ai treni ad alta velocità della Ferrovia Wuhan-Canton. I lavori sono costati complessivamente 11 miliardi di yuan, pari a circa 1,6 miliardi di dollari americani, e il ponte è stato aperto al traffico il 26 dicembre 2009.

## Descrizione

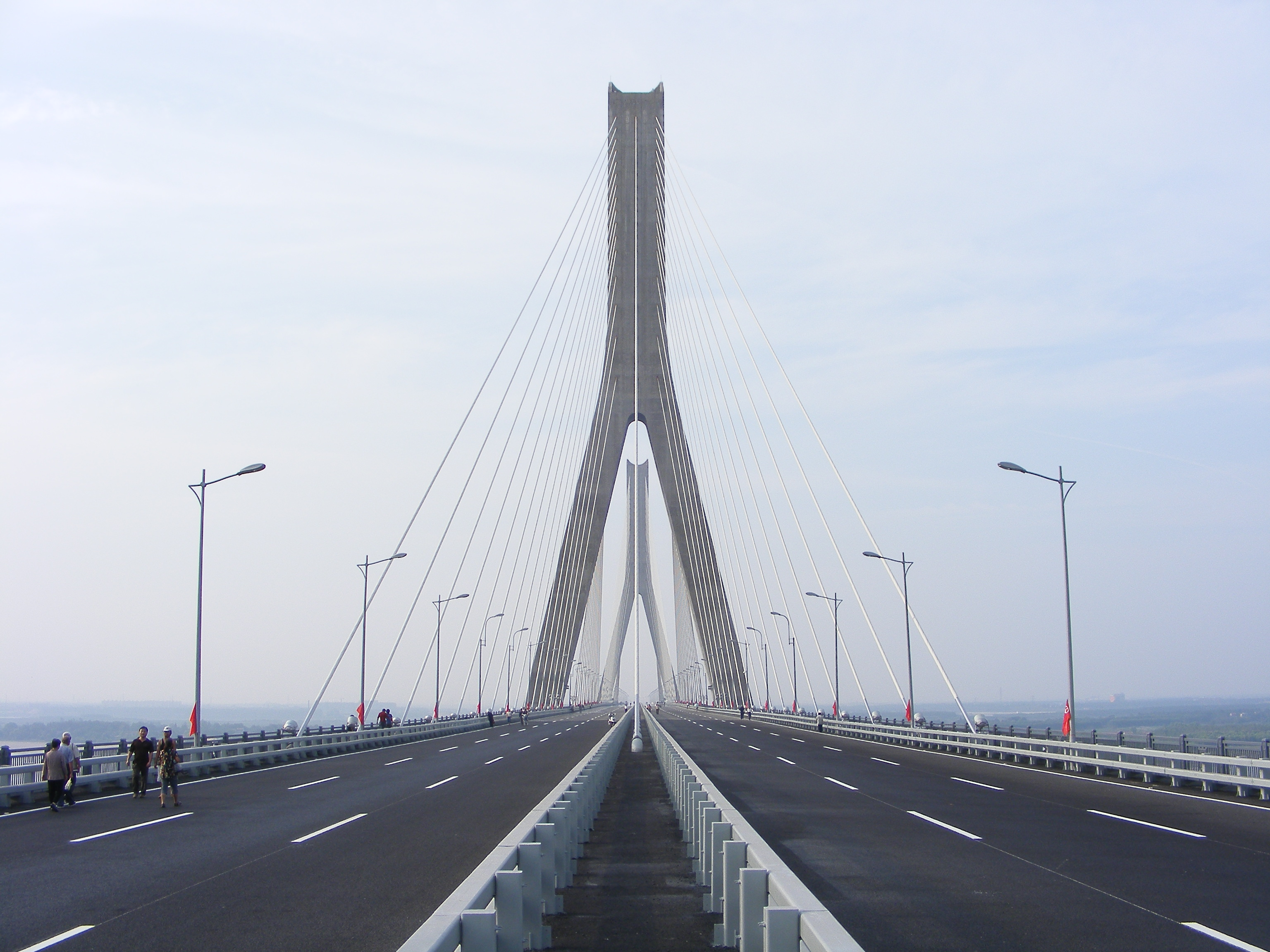
L'impalcato superiore del ponte di Tianxingzhou

Il ponte di Tianxingzhou è un ponte strallato ad uso combinato stradale e ferroviario costruito in calcestruzzo armato e acciaio. È lungo complessivamente 1092 metri, suddivisi in cinque campate da rispettivamente 98, 196, 504, 196 e 98 metri, mentre considerando anche le rampe di accesso la lunghezza complessiva della struttura arriva a 4657 metri.
L'impalcato stradale è sorretto da sei ventagli di stralli in acciaio ancorati, tre per pilone, a due grandi piloni in calcestruzzo armato a forma di Y rovesciata, che raggiungono un'altezza di 190 metri.
L'impalcato, su due livelli, è costituito da una travatura reticolare in acciaio di 30 metri di larghezza e 15,2 metri di altezza. Al piano superiore si trovano 6 corsie stradali, tre per senso di marcia, mentre il livello inferiore ospita 4 binari ferroviari, di cui 2 destinati al traffico merci e 2 ai treni passeggeri ad alta velocità della linea Ferrovia Wuhan-Canton. La struttura è stata progettata per permettere ai treni di attraversare il ponte ad una velocità di 200 km/h, mentre la velocità di crociera per gli autoveicoli è di 80 km/h. La luce libera sotto il ponte è di 27,5 metri rispetto al livello medio del fiume.